# Valdegrudas
Valdegrudas község Spanyolországban, Guadalajara tartományban. Valdegrudas Aldeanueva de Guadalajara, Torija, Trijueque, Brihuega, Caspueñas és Atanzón községekkel határos. Lakosainak száma 52 fő (2024).

## Népesség
A település népessége az utóbbi években az alábbiak szerint változott:
| Lakosok száma | 55   | 63   | 62   | 65   | 75   | 61   | 65   | 56   | 52   | 52   |
|               | 2001 | 2004 | 2006 | 2009 | 2011 | 2014 | 2016 | 2019 | 2021 | 2024 |